# Porto Rico nos Jogos Olímpicos de Verão de 1980
Porto Rico competiu nos Jogos Olímpicos de Verão de 1980, realizados em Moscou, União Soviética.